# پل علامه جعفری
پل‌های علامه جعفری با نام مستعار پل‌های نور تقاطعی غیر همسطح در منطقه ۵ تهران واقع شده است. پیش از احداث این تقاطع، در این محل میدان بزرگی به نام میدان نور قرار داشت که یکی از بزرگترین میدان های غرب تهران محسوب می‌شد.
پس از این تقاطع بزرگراه علامه جعفری نام گذاری شده است.